# It’s Your Love
«It’s Your Love» — песня американских кантри-исполнителей и супругов Тима Макгро и Фэйт Хилл, вышедшая в качестве 1-го сингла с четвёртого студийного альбома Макгроу Everywhere (1997). Автором песни выступил Стифони Смит (Stephony Smith).
Песня получила несколько наград, включая 4 от Ассоциации кантри-музыки CMA Awards, в том числе, в престижной категории «Лучшая песня года» (Song of the Year) и 2 номинации на Грэмми.
В апреле-мае 1997 года сингл «It’s Your Love» пробыл 6 недель на № 1 в хит-параде Billboard Hot Country Singles & Tracks.
Журнал Billboard назвал её лучшей кантри-песней 1997 года в своём итоговом списке Best of 1997: Country Songs и № 40 в общегодовом мультижанровом списке. Песня получила две номинации Грэмми в категориях Лучшая кантри-песня и Лучший совместный кантри-вокал.

## Награды и номинации
Источник:.
| Награда                          | Категория                                | Результат |
| -------------------------------- | ---------------------------------------- | --------- |
| Grammy Awards                    | Лучший совместный кантри-вокал           | Номинация |
| Grammy Awards                    | Лучшая кантри-песня                      | Номинация |
| CMA Awards                       | Видеоклип года (Music Video of the Year) | Номинация |
| CMA Awards                       | Сингл года (Single of the Year)          | Номинация |
| CMA Awards                       | Vocal Event of the Year                  | Победа    |
| ACM Awards                       | Песня года (Song of the Year)            | Победа    |
| ACM Awards                       | Single Record of the Year                | Победа    |
| ACM Awards                       | Video of the Year                        | Победа    |
| ACM Awards                       | Vocal Event of the Year                  | Победа    |
| Country Music Association Awards | Vocal Event of the Year                  | Победа    |

## Чарты

### Еженедельные чарты
| Чарт (1997)                        | Высшая позиция |
| ---------------------------------- | -------------- |
| Канада Canada Country Tracks (RPM) | 1              |
| США (Billboard Hot 100)            | 7              |
| США (Billboard Hot Country Songs)  | 1              |

### Итоговые годовые чарты
| Чарт (1997)                        | Позиция |
| ---------------------------------- | ------- |
| Канада Canada Country Tracks (RPM) | 2       |
| США US Billboard Hot 100           | 40      |
| США US Country Songs (Billboard)   | 1       |